# 張經邦
張經邦（?—?），字佑贤，号燮轩，福建闽县人，清朝政治人物、书法家，進士出身。张经邦是张甄陶之子。
乾隆四十四年（1779年）己亥恩科解元，乾隆五十四年（1789年）己酉科進士，二甲第七名。官江苏溧阳知县，五十九年（1794年）七月十八日卸事入闱。
张经邦著有《咫闻书室诗钞》十卷、《楚汉乐府》一卷，曾为十二折本《写心杂剧》题词。《全闽诗录》称其诗才宏富，古体尤擅场。